# Ligularia altaica
Ligularia altaica là một loài thực vật có hoa trong họ Cúc. Loài này được DC. mô tả khoa học đầu tiên năm 1837.